# Ducati ST серия
Ducati ST представляет собой серию итальянских спортивно-туристических мотоциклов производства Ducati, выпускавшихся с 1997 по 2007. Серия включает в себя пять различных моделей: ST2, ST4, ST4S, ST3, и ST3S. Данная серия была разработана чтобы конкурировать с другими спорт-туристами, такими как Honda VFR и т. д. Данные мотоциклы имеют полный пластиковый обтекатель, большое двухместное сиденье и расслабленную посадку как для водителя так и для пассажира. Мотоциклы серии ST имеют центральную подножку, а также опционально имеют боковые кофры.
Все пять мотоциклов в серии ST внешне похожи, имеют схожи рамы, одинаковый обтекатель и общие запчасти, но каждая модель отличается двигателем. Все мотоциклы имеют V-образный (L-образный) двух цилиндровый двигатель жидкостного охлаждения с десмодромным механизмом газораспределения. Цифра после «ST» (2, 3 или 4) указывает количество клапанов на цилиндр. По традиции Ducati, рама была изготовлена из хром-молибденовой стали по типу «птичья клетка», так же мотоцикл имеет переднюю вилку перевёрнутого типа и задний моно-амортизатор с тягой прогрессии. В 2004 году был сделан рестайлинг модели, новый верхний ветровик, новые фары, снижения веса.

## Проектирование и разработка
Серия Ducati ST впервые появилась в 1997 году в Европе, и начала поставляться в США в 1998 году. Первый в серии, ST2, имел двигатель объёмом 904 см3 серии «Desmodue», два клапана на цилиндр. Ducati ST2 является заменой Ducati Paso, и позиционируется как более подходящая модель для спорт-туризма.
В 1999 Ducati добавляет к данной серии новый мотоцикл ST4, который имеет уже четыре клапана на цилиндр, используется мотор «Desmoquattro», взятый с мотоцикла Ducati 916,но перенастроенный под ST. После выхода «996 Desmoquattro» супербайка в 1999 году, компания Ducati начала поэтапно прекращать производство 916 двигателя, который последний раз использовался в 2003 в ST4.
В конце 2001 года модель ST4s с двигателем «996 Desmoquattro» была добавлена в модельный ряд ST. В 2002 году ST4s получил улучшение передней подвески.
В 2004 году ST2 и ST4 прекратили выпускать, на замену им пришёл ST3 с новым трех-клапанным «DesmoTre» двигателем, объёмом 992 см3. Двигателю «DesmoTre» требует меньше обслуживания, чем ST4s, который был заведомо дорогой в обслуживании. Тем не менее, ST4s всё ещё является топовой моделью в данной серии.
В 2006 году производство ST4s было прекращено в пользу ST3s, который унаследовал улучшенную подвеску от ST4s, но который сохранил двигатель «DesmoTre» без изменений. Причина смерти ST4s в том, что 996 двигатель не проходит по строгим нормам выбросов Евро-3, в то время как двигатель ST3 смог пройти испытания на выбросы. В 2004 и 2005 годах Duacti стал оснащать многие модели мотоциклов «мокрым» сцеплением, включая и серию ST в 2005 году. Это снизило усилие, необходимое для включения сцепления.
Оба мотоцикла серии «S», ST4s и ST3s, могли быть оснащён ABS с 2003 года. В 2004 году, в серию ST, были внесены модификации: изменён носовой обтекатель и приборная панель, улучшена эргономика, изменён бортовой компьютер, цифровой спидометр, цифровая приборная панель, регулировка фар, новый дизайн сиденья, каталитический выхлоп стандарта Euro-3, и добавлен CAN-интерфейс. Сухой вес был снижен на 11 кг (24 фунтов) за счёт облегчения системы зажигания и изменённой структуры крепления носового ветровика.
Выпуск серии ST закончился в 2008 году, моделей ST3 и ST3s всего было продано 1,011 на конец 2007 года. После таких плохих продаж, компания Ducati решила перенести внимание на спортивные мотоциклы, такие как Panigale и Diavel. Компания Ducati заявила что не планирует выпуск спортивно-туристических мотоциклов в 2008—2010 годах.

## Ducati ST2
Ducati ST2 выпускался с 1997 года по 2003 год. Мотоцикл имеет сиденье для двоих пассажиров, и полный обтекатель для защиты от ветра. Как спортивный туристский мотоцикл, ST2 имеет жёсткий крепёж для багажа, а также расслабленную посадку по сравнению со спортбайками. Так же имеет более мощный двигатель по сравнению с типичными спорт-туристами. Рама состоит из сваренных труб по типу «птичья клетка», наподобие рамы как у Ducati 916. Ducati ST2 имеет двигатель, полученный от Ducati Paso, данный двигатель является 90° V-образным (или L-образным), с одним распредвалом (SOHC), 2 клапана на цилиндр и десмодромная система газораспределения. На мотоцикл установлен выхлоп от фирмы Remus, степень сжатия 10.2:1. Система питания реализована с помощью электронного впрыска топлива Webber-Marelli с одной форсункой и одной свечой зажигания на цилиндр. Двигатель имеет объём 944 см3 и утяжелённый коленвал, соответствующий потребностям спорт-туризма. Подвеска полностью регулируемая, передняя перевёрнутого типа фирмы Showa, задняя подвеска фирмы Sachs, такие же подвески стоят на Ducati 916, но для ST серии они стали мягче. ST2 имеет спереди два плавающих тормозных диска диаметром 320 мм и четырёх-поршневые суппорта фирмы Brembo, сзади используется диск диаметром 245 мм и двух-поршневой суппорт Brembo. С завода на мотоцикле используется резина фирмы Michelin Macadam или Metzeler MEZ4 размерностью 120/70 ZR17 на переднее колесо и 170/60 ZR17 на заднее колесо, диски фирмы Brembo.

## Ducati ST4 & ST4s
Ducati ST4 производился с 1999 года по 2005 год, и использовал дефорсированный двигатель от Ducati 916.
Модель Ducati ST4s базировалась на предыдущей модели ST̩4, но с улучшенной подвеской и более мощным двигателем. Данная модель базируется на 90° V-образном (L-образном) двигателе Desmoquattro (четырёх клапанный десмодромный механизм) жидкостного охлаждения от Ducati 996. Двигатель Desmoquattro практически не изменился по сравнению с двигателем от Ducati 996, и сохранил угол клапанов в 40°, но потерял 4 мм на каждом впускном канале (от 54 мм на 996). Из-за малого места в раме потребовалось использовать более компактный голову цилиндра, схожую по конструкции с 748 Superbike и Monster S4. Несмотря на небольшие воздухозаборники, в ST4s на самом деле реализовано немного больше мощности и крутящего момента, чем на 996 Superbike за счёт другой системы выпуска, по сравнению с выпуском, находящимся под сиденьем Superbike.

## Ducati ST3 & ST3s
Ducati ST3 выпускался с 2004 года по 2007 год и использовал двигатель DesmoTre, двигатель имел один распредвал SOHC и три клапана на цилиндр, так же двигатель стал удовлетворять нормам Euro-3. Ducati ST3s заменил собой ST4s, но от последнего получил улучшенную подвеску.
Журналист сказал об ST3: «Три клапана (два впускных и один выпускной) двигателя desmotre позволяют добиться более плавного диапазона мощности, чем в двигателе desmoquattro ST4 и двигатель просто работает лучше. В ST3 двигатель является более удобным для пользователей, предлагая достаточную мощность в любой ситуации. Мы предпочтём этот двигатель вместо ST4, даже если это не совсем лучший вариант.»
В Дейли Телеграф, Кевин Аш назвал ST3s «спортивный мотоцикл на все времена», добавив, что «Ducati добавили ABS к ST3s, и результат впечатляет».

## Спецификации ST4
Двигатель
- Расположение: поперечные, с жидкостным охлаждением 90° V-образный, с ремённым приводом, два распредвала (DOHC) и десмодромный привод клапанов.
- Зажигание: Фирмы Magnet-Marelli электронный впрыск топлива с двумя 50 - мм дроссельными заслонками.
- Запуск: Электрический с противоугонной системой иммобилайзера, с помощью чипа, встроенного в ключ.

Привод
- Шестиступенчатая коробка передач с цепным приводом на колесо.
- Сцепление:
  - 2002—2004: Гидравлическое через сухое многодисковое сцепление.
  - 2005: Гидравлическое через мокрое многодисковое сцепление.

Шасси и подвеска
- Колёсная база: 1430 мм (56,3 ″) дюймов)
- Высота по седлу: 820 мм (32,3 ″)
- Вес (сухой):
  - 2002—2003: 212 кг (467 фунтов), версия с ABS 217 кг (478 фунта).
  - 2004—2005: 201 кг (443 фунт)фунта), версия с ABS 206 кг (454 фунта).
- Подвеска:
  - Передняя: 43 мм Showa перевёрнутого типа, в версии S анодированная, регулируется по преднатягу, сжатию и отбою.
    - Вылет: 24°

  - Задняя: Моноамортизатор фирмы Öhlins с жидкостным преднатягом, имеет регулировки на сжатие и отбой.
    - ST4s-версия мотоцикла имеет облегчённый алюминиевый маятник.
    - На 2002 и 2003 года выпуска мотоциклы устанавливалось заднее крыло из карбоновой ткани. В остальные года мотоцикл имел лишь заднее крыло из АБС-пластика.

Колёса, тормоза и шины
- Колёса: облегчённые, кованный алюминий, Marchesini 5-спицевые.
  - Спереди: 3,50 х 17.
  - Заднее: 5,50 х 17.
- Система тормозов (ABS опционально 2003):
  - Спереди: два 320 мм диска Brembo с четырёх-поршневыми оппозитными суппортами.
  - Задний: один 245 мм диск Brembo с двух-поршневой оппозитным суппортом.
- Шины:
  - Передняя: 120/70 ZR17 Michelin Pilot Sport бескамерные.
  - Задняя: 180/55 ZR17 Michelin Pilot Sport бескамерные.